# Microsoft Outlook
Microsoft Outlook（マイクロソフト・アウトルック）は、Microsoft Officeの一部として含まれている個人情報管理（Personal Information Manager）ソフトウェアである。電子メール機能の他、予定表・連絡先管理・仕事管理・メモ・To Do リストなどの機能が実装されている。
Outlookの名称はこのほか、2022年にリリースされた新しいOutlook for Windows（Windows 10/11向けの無償アプリ）、Outlook Web App、Outlook.comにも使用されている。

## 概要
Windows XPまで搭載されていた一般消費者向けのOutlook Expressとの名称の類似性から電子メールクライアントが主体だと思われがちだが、実際には業務管理の一元化を目的としたアプリケーションとしてデザインされている。基本的な位置づけは「Microsoft Schedule+」の後継であり、かつ「Exchange Server」の標準クライアントである。「Lotus Notes」の影響を受け、グループウェアとしての性格を強めている。また、フォームのカスタマイズ機能により、ワークフローや業務管理、CRMソフトウェアのフロントエンドとして使用できるようになる。
仕事上の管理機能が実装されているため、スケジュールや連絡先管理、仕事管理及び履歴情報の確認、メモ帳など一連の機能を保持している。これらのデータは携帯端末用のWindows Mobile（Pocket PC/Handheld PC）版Outlookと互換性があるため、パソコンと携帯端末をシンクロ（同期）してパソコン上Outlookと同じ情報を保たせるといった使い方も可能である（同期を行うためにはMicrosoft ActiveSyncのインストールが必要）。
メール機能に関しては最初のバージョン97にはPOP3/SMTP対応の機能は無く、インターネットメールを扱えなかった（独自技術のExchageメールのみ）。バージョン98でPOP3/SMTPに対応したが、メールヘッダを正しく処理できたのは主要な一部だけであった。また、以前からそれなりのセキュリティ機能は実装されていたが、Microsoft Outlookを狙ったコンピュータウイルスやスパムの増加に伴い、バージョン2003より迷惑メール判定機能や標準の設定ではHTML形式のメールに対して画像やコンテンツを直接描画しないようにする機能が付加された。また、バージョン2007からはメールの表示にはMicrosoft Wordのコンポーネントが使用されるようになっている。これにより、プレビューしただけでウイルスに感染するといった「Internet Explorer」のセキュリティホールを狙った攻撃をある程度抑えることは可能である（もちろん、ウイルス対策ソフトとの併用は必要といえる）。
バージョン2003からは縦方向に3分割された画面が標準となった（これもユーザー設定で以前の設定に戻すことは可能）。
製品の性格上Windows Liveとの統合が非常に進んでいる。フリーソフトのWindows Live Mailの機能がOutlookに近くなってきている一方、バージョン2007以降ではSharePointサーバーとの同期機能などが追加され、よりビジネスでの利用を想定した機能強化がされている。
Office 2000には、FAX機能もついている。
Outlook 2000以降には他のOffice製品同様にVBAが搭載されており、例えば、標準で利用できる自動仕分機能よりも複雑な処理を行わせることができる。

## バージョン

### Windows用
| 名称         | バージョン番号 | リリース日     | 記事 |
| ------------ | -------------- | -------------- | --- |
| Outlook 97   | 8.0            | 1997年1月16日  | Office 97に含まれ、Exchange Server 5.0および5.5にバンドルされている。これは、Microsoft Exchangeクライアントの名前を変更し、わずかにアップグレードされたバージョンである。                     |
| Outlook 98   | 8.5            | 1998年6月21日  | HTMLメールなどの最新のインターネット標準に対処するため、本や雑誌で自由に配布された。Outlook 98 のセットアップは、Internet Explorer 4 もインストールされた Active セットアップに基づいている。 |
| Outlook 2000 | 9.0            | 1999年6月27日  | Office 2000に含まれ、Exchange 2000 Serverにバンドルされていた。 |
| Outlook 2002 | 10             | 2001年5月31日  | Office XPに含まれた。 |
| Outlook 2003 | 11             | 2003年11月20日 | Office 2003に含まれ、Exchange Server 2003にバンドルされていた。 |
| Outlook 2007 | 12             | 2007年1月27日  | Office 2007 |
| Outlook 2010 | 14             | 2010年7月15日  | Office 2010 Home and Business, Standard, Professional and Professional Plusに含まれた。 |
| Outlook 2013 | 15             | 2013年1月29日  | Office 2013, except Home & Student editionに含まれた。 |
| Outlook 2016 | 16             | 2015年9月22日  | Office 2016とOffice 365に含まれた。 |
| Outlook 2019 | 16             | 2018年9月24日  | Office 2019とOffice 365に含まれた。 |

2022年には後述の新しいOutlook for Windowsがリリースされたが、旧来のOutlookも「Outlook (classic)」として、少なくとも2029年までサポートされる。

### Mac用
従来macOS版にはOutlookに相当するアプリケーションとして、Microsoft Entourage（マイクロソフト・アントラージュ）が提供されていたが、Office for Mac 2011よりWindows版と同じOutlookに変更された。Outlook 2011 は当初、Mac OS X のiSyncをサポートしていましたが、同期対象は連絡先のみだった。2011年4月12日にリリースされた Service Pack 1 (v 14.1.0) により、カレンダー、メモ、タスクを Exchange 2007 および Exchange 2010 と同期できるようになった。
Outlook for Macは2023年3月に無料化された。
| 名称                 | バージョン番号 | リリース日     | 記事                                              |
| -------------------- | -------------- | -------------- | ------------------------------------------------- |
| Outlook 2011 for Mac | 14             | 2010年10月26日 | Office for Mac 2011 Home and Businessに含まれた。 |
| Outlook for Mac      | 15.3           | 2014年10月31日 | Office 365に含まれた。                            |
| Outlook 2016 for Mac | 15.12          | 2015年9月25日  | Office 2016とOffice 365に含まれた。               |
| Outlook 2019 for Mac | 16.17          | 2018年9月24日  | Office 2019とOffice 365に含まれた。               |

### モバイル用
2014年末に買収したAcompliのコードを利用して、2015年1月29日に「Outlook for iOS」の正式版と「Outlook for Android」のプレビュー版を提供開始した。2015年2月4日、マイクロソフトはSunrise Calendarを買収した。2016 年 9 月 13 日、Sunriseはサービスを終了し、カレンダー機能の強化を含むOutlook Mobileのアップデートがリリースされた。

## 関連アプリケーション

### Microsoft Outlook Plus!
本来Microsoft Outlookはビジネスユーザー向けのソフトウェアではあるが、ここ最近はパーソナルエディションが多くのパソコンにプリインストールされていることを受け、家庭用としても使われることが多くなった。そこでバージョン2002の途中からMicrosoft Outlook Plus!という名目で携帯電話の同期機能の追加や電子メール設定の簡略化などが利用できるようになった。また、初期画面の内容も一新され、インプレスの書籍である「できる」シリーズのOutlook 2002（とOutlook Plus!）の一部記事の抜粋がHTMLで提供された。グリーティングメールの送受信が可能となったのもこのバージョンである。
この機能が好評だった事もあり、次のMicrosoft Office 2003では「Home Style+」（後述）として機能強化を図ることになった。

### Microsoft Home Style+
Microsoft Office 2003では、プロフェッショナルエディション及びパーソナルエディション限定のMicrosoft Home Style+を導入することで、携帯電話同期機能の他にビデオメール（動画配信付きメール機能）や似顔絵描画機能による様々な表現を使ったEメールの送信、グリーティングメールの送受信が可能になった。このHome Style+はOutlookの機能強化だけに留まらず、Microsoft Wordでは冠婚葬祭に関するテンプレートの搭載、Microsoft Office Excelでは関数の入力補助機能が追加される。家庭内での利用に特化する場合には便利であろう。

### Microsoft Entourage
Macintosh版Microsoft Officeでは、Office 2001-Office 2008まではMicrosoft Entourageが含まれていた。
Outlookに相当するアプリケーションと位置づけられたが、実質はMac版Outlook ExpressにPIM機能を拡張させたものであったため、Exchange Serverへのクライアント機能が実装されていなかった。対応策として当初はOutlook 2001 for Macが単独リリースされたが、2003年のEntourage v.X用アップデータでExchangeにクライアント対応した。その後も互換性を向上する一方で独自の機能強化が進められている（Entourageの新機能がOutlookの次期バージョンに実装されることもある）。
なおOffice 2011からは、Windows版と同じOutlookに変更されている。
- Macintosh版Microsoft Officeの詳細に関してはMacintosh Business Unitの記事を参照のこと。

## 新しいOutlook for Windows
Outlook for Windowsは、Outlook.comをベースにした新しいWindows版アプリである。
2022年5月に最初のプレビュー版がリリースされたが、この時点では職場または学校のアカウントのみがサポートされていた。2022年9月29日には個人のMicrosoftアカウントに対応し、2024年8月には、一般公開に移行した。
2024年12月末にはWindows 10/11に標準搭載されていたWindows Mail、Windows Calendar、Peopleのサポートが終了し、Outlook for WindowsがWindows 10/11標準のメールアプリとなった。2025年2月には、アプリの表示名を「Outlook (new)」から「Outlook」に変更予定。
無料版は広告が表示される。